# Klaudia Medlová
Klaudia Medlová (* 26. Oktober 1993 in Liptovský Mikuláš) ist eine slowakische Snowboarderin. Sie startet in den Freestyledisziplinen.

## Werdegang
Medlová trat erstmals im August 2010 bei den Snowboard-Juniorenweltmeisterschaften 2010 in Cardrona in Erscheinung. Dort gewann sie Bronze im Big Air Wettbewerb. Im September 2010 siegte sie im Big Air beim Billabong Bro Down im Snowpark. Bei den Snowboard-Weltmeisterschaften 2011 in La Molina wurde sie Achte im Slopestyle. Im März 2011 gewann sie drei FIS-Europacuprennen und beendete die Saison auf dem zweiten Platz in der Europacupslopestylewertung. Bei den Snowboard-Weltmeisterschaften 2012 in Oslo belegte sie den 33. Platz im Slopestyle. Ihr erstes FIS-Weltcuprennen fuhr sie im März 2013 in Špindlerův Mlýn, welches sie auf dem 40. Platz im Slopestyle beendete. Im März 2014 erreichte sie am Kreischberg mit dem dritten Platz im Slopestyle ihre erste Podestplatzierung im FIS-Weltcup. In der Saison 2014/15 belegte sie in Stoneham im Slopestyle und im Big Air ebenfalls den dritten Platz. In Špindlerův Mlýn erreichte sie den zweiten Platz im Slopestyle und beendete die Saison auf den dritten Platz in der Big Air Wertung und den zweiten Rang in der Slopestyle und Freestylegesamtwertung. Bei den Snowboard-Weltmeisterschaften 2015 am Kreischberg holte sie Bronze im Slopestyle. Im Big Air Wettbewerb wurde sie Vierte. In der Saison 2015/16 belegte sie im Big Air den zweiten Platz bei Nine Queens in Serfaus und siegte beim Ale Invite in Ale. Zudem kam sie bei den Winter-X-Games 2016 auf den siebten Platz im Slopestyle und bei den X-Games Oslo 2016 auf den fünften Rang im Big Air. In der folgenden Saison erreichte sie bei allen fünf Weltcupteilnahmen eine Top-Zehn-Platzierung. Dabei belegte sie in Copper Mountain und in Moskau jeweils den dritten Platz im Big Air und zum Saisonende den 13. Platz im Freestyle-Weltcup und den vierten Rang im Big Air Weltcup. Bei den Winter-X-Games 2017 wurde sie Achte im Big Air. Im März 2017 errang sie bei den Snowboard-Weltmeisterschaften 2017 in Sierra Nevada den 24. Platz im Big Air. Bei den Olympischen Winterspielen 2018 in Pyeongchang fuhr sie auf den 24. Platz im Slopestyle und auf den 23. Rang im Big Air. Nach Platz drei im Big Air beim Weltcup in Cardrona zu Beginn der Saison 2018/19, wurde sie bei den Winter-X-Games 2019 Sechste im Big Air und bei den Snowboard-Weltmeisterschaften 2019 in Park City Fünfte im Slopestyle. Im März 2019 errang sie beim Weltcup in Québec den dritten Platz im Big Air und abschließend den 11. Platz im Freestyle-Weltcup und den dritten Platz im Big-Air-Weltcup.
Bei den Winter-X-Games 2020 in Aspen wurde Medlová Sechste im Big Air und belegte bei den Snowboard-Weltmeisterschaften 2021 den 19. Platz im Slopestyle und den zehnten Rang im Big Air. Im Februar 2022 errang sie bei den Olympischen Winterspielen in Peking den 16. Platz im Big Air.